# 광주 증심사 철조비로자나불좌상
광주 증심사 철조비로자나불좌상(光州 證心寺 鐵造毘盧遮那佛坐像)은 광주광역시 증심사에 있는, 남북국 시대 신라의 불상이다. 1963년 1월 21일 대한민국의 보물 제131호로 지정되었다.

## 개요
진리의 세계를 두루 통솔한다는 의미를 지닌 비로자나불을 형상화한 작품으로 전라남도 광주군 서방면 동계리에 있던 것을 1934년 증심사로 옮겨 온 것이다. 현재 광배[光背]와 대좌[臺座]는 잃어버렸지만 불상 자체는 완전한 편이다.
머리에는 작은 소라 모양의 머리칼을 기교있게 붙여 놓았으며, 정수리에 있는 상투 모양의 머리[육계]가 유난히 높고 뚜렷하다. 눈·코·입 등이 알맞게 조화를 이루고 있는 얼굴에는 부드러운 미소가 번져 있어서 온화하고 현실적인 인간의 모습을 느끼게 해준다. 전체적으로 신체는 두꺼운 옷에 싸여 있어서 굴곡이 드러나지 않고 있지만 무릎 너비와 적절한 비례를 이루고 있어서 안정적인 느낌을 준다. 양 어깨를 감싸고 있는 옷은 가슴을 넓게 드러내고 있으며 양 팔에 걸쳐진 두꺼운 옷자락은 규칙적인 평행의 옷주름을 이루면서 흘러내리고 있다. 손모양은 왼손이 오른손 검지를 감싸 쥔 형태로 일반적인 비로자나불이 취하는 형식과는 반대로 되어 있는 것이 특이하다.
이 광주 증심사 철조비로자나불좌상[光州 證心寺 鐵造毘盧遮那佛坐像]은 조각수법에서 볼 때 뛰어난 작품은 아니지만 통일된 균형미를 보이는 점이 우수하게 평가되며 도피안사 철조비로자나불좌상[국보 제63호], 보림사 철조비로자나불좌상[국보 제117호]등과 함께 통일신라 후기인 9세기경에 만들어진 것으로 추정된다.

## 현지 안내문
증심사 비로전의 주불인 이 불상은 장흥 보림사, 철원 도피안사 불상과 함께 신라 하대에 조성된 대표적인 철불이다.
부처의 손모양은 오른손 검지를 왼손이 감싸 쥔 지권인(智拳印)을 하고 있으며, 신체 비례가 인체와 비슷한 등신상이다.
1934년 대황사에서 옮겨왔다고도 하고 계냇게 절에서 옮겨왔다고도 하는데 확인할 길이 없다.

## 같이 보기
- 증심사

## 참고 자료
- 광주 증심사 철조비로자나불좌상 - 국가유산청 국가유산포털